# Assurance accidents du travail en Belgique
Tout employeur en Belgique est tenu de souscrire une assurance contre les accidents du travail auprès d'une société d'assurance à primes fixe ou d'une caisse commune d'assurance agréée. L'employeur qui n'a pas contracté d'assurance est affilié d'office à Fedris (Agence fédérale des risques professionnels) dont la mission consiste notamment à accorder réparation à la victime ou à ses ayants droit lorsque l'employeur se trouve en défaut de s'acquitter.